# Srebro nitrid
Srebro nitrid je eksplozivno hemijsko jedinjenje, koje ima molekulsku masu od 337,611 , sa simbolom Ag3N. To je crna čvrsta supstanca metalnog izgleda koja nastaje kada se srebrni oksid ili srebrni nitrat rastvori u koncentrovanim rastvorima amonijaka, izazivajući stvaranje diamina kompleks srebra koji se kasnije razlaže do Ag3N. Standardna slobodna energija jedinjenja je oko +315 kJ/mol, što ga čini endotermnim jedinjenjem koje se eksplozivno razlaže do metalnog srebra i gasa azota.

## Istorija
Srebrni nitrid se ranije nazivao fulminirajućim srebrom, ali to može izazvati zabunu sa srebrnim fulminatom ili srebrnim azidom, drugim jedinjenjima koja se takođe nazivaju ovim imenom. Fulminatna i azidna jedinjenja se ne formiraju iz amonijačnih rastvora Ag2O. Fulminirajuće srebro je prvi pripremio francuski hemičar Klod Luj Bertole 1788. godine.

## Sinteza
Srebrni nitrid se može dobiti rastvaranjem srebrnog oksida ili srebrnog nitrata u koncentrovanom rastvoru amonijaka. U početku se formiraju amidni ili imidni kompleksi srebra, koji se kasnije pretvaraju u srebro nitrid. Da li će se formirati srebrni nitrid ili ne zavisi uglavnom od koncentracije rastvora amonijaka. U rastvoru amonijaka od 1,52 M skoro odmah nastaje srebrni nitrid, dok u rastvoru od 0,76 M ne nastaje nitrid srebra.
Razlaganje rastvora amonijaka srebro(I) fluorida:
{\displaystyle {\mathsf {3AgF+NH_{3}\ {\xrightarrow {}}\ Ag_{3}N+3HF}}}
Elektroliza amonijačnog rastvora amonijum nitrata pomoću srebrnih elektroda.

## Svojstva
Srebrni nitrid je slabo rastvorljiv u vodi, ali se razlaže u mineralnim kiselinama; razlaganje je eksplozivno u koncentrovanim kiselinama. Takođe se polako razlaže na vazduhu na sobnoj temperaturi i eksplodira pri zagrevanju na 165 °C (329 °F; 438 K).

### Fizička svojstva
Srebro(I) nitrid formira braon kristale.
Nerastvorljiv u vodi, rastvorljiv u amonijaku, eksplozivno se raspada kada se zagreje.

### Hemijska svojstva
Reaguje sa azotnom kiselinom:
{\displaystyle {\mathsf {Ag_{3}N+4HNO_{3}\ {\xrightarrow {}}\ 3AgNO_{3}+NH_{4}NO_{3}}}}
Reaguje sa cijanidima alkalnih metala:
{\displaystyle {\mathsf {Ag_{3}N+6KCN+3H_{2}O\ {\xrightarrow {}}\ 3K[Ag(CN)_{2}]+NH_{3}+3KOH}}}

## Osobine
| Osobina                  | Vrednost |
| ------------------------ | -------- |
| Broj akceptora vodonika  | 1        |
| Broj donora vodonika     | 0        |
| Broj rotacionih veza     | 0        |
| Particioni koeficijent ( | 0,0      |
| Rastvorljivost (logS, log(mol/L))       | 4,3      |
| Polarna površina (PSA, Å2)  | 142,0    |

## Karakteristike
Srebrni nitrid je crna ljuskava čvrsta supstanca koja je slabo rastvorljiva u hladnoj vodi. Rastvorljiv je uz razlaganje u razblaženim mineralnim kiselinama. Eksplozivna reakcija se javlja sa koncentrovanim kiselinama. U vazduhu, razlaganje počinje polako na 25 °C (77 °F; 298 K), a pri temperaturi od oko 165 °C (329 °F; 438 K) dolazi do eksplozivnog raspada. Ovo jedinjenje je veoma osetljivo na mehaničke uticaje, čak i u vlažnom stanju. Srebrni nitrid ima kubičnu kristalnu strukturu usredsređenu na lice i entalpiju formiranja od +199,1 kJ/mol. Kristalna rešetka (a = 4,369 A) formira se kroz kubičnu strukturu raspoređivanja srebrnih atoma, u čijim oktaedarskim rupama se nalazi azot.

## Bezbednost
Srebrni nitrid se često nenamerno proizvodi tokom eksperimenata koji uključuju jedinjenja srebra i amonijaka, što dovodi do iznenadnih detonacija. Da li će se formirati srebrni nitrid zavisi od koncentracije amonijaka u rastvoru. Srebrni oksid u rastvoru amonijaka od 1,52 M lako se pretvara u nitrid, dok srebrni oksid u 0,76 M rastvoru ne formira nitrid. Srebrni oksid takođe može da reaguje sa suvim amonijakom i formira Ag3N. Srebrni nitrid je opasniji kada je suv; suvi srebrni nitrid je kontaktni eksploziv koji može detonirati pri najmanjem dodiru, čak i od kapljice vode koja pada. Takođe je eksplozivan kada je vlažan, mada nešto manje, a eksplozije se ne šire dobro u vlažnim naslagama jedinjenja. Zbog svoje dugotrajne nestabilnosti, nedetonirane naslage Ag3N vremenom će izgubiti svoju osetljivost.
Srebrni nitrid može izgledati kao crni kristali, zrna, kore ili naslage u obliku ogledala na zidovima kontejnera. Sumnjive naslage se mogu rastvoriti dodavanjem razblaženog amonijaka ili koncentrovanog rastvora amonijum karbonata, otklanjajući opasnost od eksplozije.

## Druge upotrebe ovog termina
Naziv "srebrov nitrid" se ponekad takođe koristi da opiše reflektujući premaz koji se sastoji od naizmeničnih tankih slojeva metala srebra i silicijum nitrida. Ovaj materijal nije eksplozivan i nije pravi nitrid srebra. Koristi se za premazivanje ogledala i pušaka.

## Literatura
- Holleman A. F.; Wiberg E. (2001). Inorganic Chemistry (1st изд.). San Diego: Academic Press. ISBN 0-12-352651-5.
- Housecroft, C. E.; Sharpe, A. G. (2008). Inorganic Chemistry (3. изд.). Prentice Hall. ISBN 978-0-13-175553-6.